# Vatica patentinervia
Vatica patentinervia är en tvåhjärtbladig växtart som beskrevs av Peter Shaw Ashton. Vatica patentinervia ingår i släktet Vatica och familjen Dipterocarpaceae. Inga underarter finns listade i Catalogue of Life.